# Вакар, Анна
Анна Вакар (англ. Anna Vakar; 11 ноября 1929, Париж — 29 июля 2017, Оливер, Канада) — канадская поэтесса-хайдзин, писавшая на английском языке.
Родилась в семье русских эмигрантов, дочь Николая Вакара и переводчицы Гертруды Вакар. После начала Второй мировой войны вместе с сестрой Екатериной была в 1940 году эвакуирована через Испанию и Португалию в США миссией супругов Шарп.
В США преподавала французский язык, работала техническим переводчиком; среди её переводов на английский, в частности, книга Эмиля Бореля «Лекции по расходящимся рядам» (1975, совместно с Ч. Кричфилдом). В 1955 г. вместе с Филоменой Гийбо редактировала книгу советского перебежчика Фёдора Белова «История одного советского колхоза» (англ. The History of a Soviet Collective Farm). В 1975 году вместе со своей партнёршей, художницей Джудит Фостер (англ. Judith A. Foster; 1930—2000), перебралась в Канаду, обосновавшись в городе Оливер в Британской Колумбии. С 1978 г. гражданка Канады.
В 1970—1980-е гг. Вакар завоевала заметную репутацию в сообществе североамериканских хайдзинов — прежде всего, своими статьями. В частности, её статья «Подключаясь к чувству» (англ. Connecting with Feeling; 1984) в 1987 г. была названа журналом Haiku Review одним из пяти лучших североамериканских текстов о хайку. Собственные хайку Вакар были собраны в итоговом сборнике «Сизиф» (англ. Sisyphus; 2017), вышедшем незадолго до её смерти.
На русском языке три хайку Анны Вакар опубликованы в переводе Алексея Андреева.